# Kawęczyn (powiat Turecki)
Kawęczyn is een dorp in het Poolse woiwodschap Groot-Polen, in het district Turecki. De plaats maakt deel uit van de gemeente Kawęczyn.